# Voldemārs Štūls
Voldemārs Bruno Štūls (* 10. Septemberjul. / 23. September 1912greg. in Riga; † 3. Dezember 1960) war ein lettischer Fußball- und Bandyspieler.

## Karriere und Leben
Voldemārs Štūls wurde im Jahr 1912 in Riga, in die Familie von Aleksandrs Štūls und seiner Frau Emīlija (geb. Rolle) geboren. Er besuchte das Gymnasium in Jūrmala, etwa 10 km südöstlich von Riga entfernt, und machte 1932 seinen Abschluss. Štūls begann danach ein Studium in Agrarwissenschaften an der Landwirtschaftlichen Fakultät der Universität Lettland, das er bereits 1933 abbrach. In der zweiten Hälfte der 1930er Jahre wurde Štūls mehrmals wegen Diebstahls vor Gericht gestellt und im Zentralgefängnis inhaftiert. 1945 wurde Štūls wegen seines Dienstes in der deutschen Wehrmacht im Zweiten Weltkrieg und seines Kampfes gegen die Rote Armee verhaftet.
Štūls war in seiner Fußballkarriere für die Mannschaften des LSB Riga und Jūrmala Sports aktiv. 1929 und 1932 spielte er mit LSB in der Virslīga, der höchsten lettischen Spielklasse. Štūls war einer der bekanntesten Fußballspieler des Zweitligisten Jūrmala Sports, dessen Karriere mit Konflikten mit dem Gesetz endete.
Štūls wurde als Bandyspieler 1928, 1929 und 1930 dreimal infolge mit dem LSB Riga lettischer Meister. Er absolvierte zudem mindestens ein Spiel für die lettische Bandynationalmannschaft.

## Weblink
- Lebenslauf bei kazhe.lv (lettisch)

| Personendaten    | Personendaten                                                       |
| ---------------- | ------------------------------------------------------------------- |
| NAME             | Štūls, Voldemārs                                                    |
| ALTERNATIVNAMEN  | Štūls, Voldemārs Bruno (vollständiger Name); Stuls, Voldemars Bruno |
| KURZBESCHREIBUNG | lettischer Fußball- und Bandyspieler                                |
| GEBURTSDATUM     | 23. September 1912                                                  |
| GEBURTSORT       | Riga, Gouvernement Livland                                          |
| STERBEDATUM      | 3. Dezember 1960                                                    |